# 순환 지표
군론과 조합론에서 순환 지표(循環指標, 영어: cycle index)는 유한 집합 위에 충실하게 작용하는 유한군에 대응되는 다변수 다항식 불변량이다. 군의 작용의 궤도들의 크기와 수에 대한 생성 함수이다.

## 정의
크기가 {\displaystyle n}인 유한 집합 {\displaystyle X} 및 그 대칭군의 부분군 {\displaystyle G\leq \operatorname {Sym} (X)}이 주어졌다고 하자. (즉, {\displaystyle G}가 {\displaystyle X} 위에 충실하게 작용한다고 하자.) {\displaystyle G}의 순환 지표(循環指標, 영어: cycle index)
{\displaystyle Z_{G}\in \mathbb {Q} [t_{1},t_{2},\dots ,t_{n}]}
는 다음과 같은 다항식이다.
{\displaystyle Z_{G}(t_{1},t_{2},\dots ,t_{n})={\frac {1}{|G|}}\sum _{g\in G}t_{1}^{c_{1}(g)}t_{2}^{c_{2}(g)}\cdots t_{n}^{c_{n}(g)}}
여기서 {\displaystyle c_{i}(g)}는 순열 {\displaystyle g\in G}의 길이 {\displaystyle i}의 순환의 수이다. 즉, {\displaystyle g}로 생성되는 {\displaystyle G}의 부분군 {\displaystyle \langle g\rangle \leq G}이 {\displaystyle X} 위에 작용할 때, 주어진 크기의 궤도들의 수이다.
추상적으로 서로 동형인 군이라도, 집합 위의 작용이 다르다면 서로 다른 순환 지표를 가질 수 있다.

## 예

### 자명군
자명군은 임의의 크기 {\displaystyle n}의 유한 집합 위에 충실하게 작용한다. 이 경우 순환 지표는
{\displaystyle Z_{1}(t_{1},\dots ,t_{n})=t_{1}^{n}}
이다.

### 순환군
{\displaystyle n}차 순환군 {\displaystyle \operatorname {Cyc} (n)}은 크기가 {\displaystyle n}인 집합 위에
{\displaystyle \operatorname {Cyc} (n)=\{(1)(2)(3)\cdots (n),(123\cdots n),(1357\cdots ),(147\cdots ),(15\cdots )\}}
와 같이 작용한다. 이 작용을 갖춘 순환군 {\displaystyle \operatorname {Cyc} (n)}의 경우
{\displaystyle Z_{\operatorname {Cyc} (n)}(t_{1},\dots ,t_{n})={\frac {1}{n}}\sum _{d\mid n}\phi (d)t_{d}^{n/d}}
이다. 여기서 {\displaystyle \phi }는 오일러 피 함수이다.

### 정이면체군
{\displaystyle n}차 정이면체군 {\displaystyle \operatorname {Dih} (n)=\langle a,b|a^{n}=b^{2}=(ba)^{2}=1\rangle }은 크기 {\displaystyle n}의 집합 위에 다음과 같이 작용한다.
{\displaystyle a\mapsto (1234\cdots n)}
{\displaystyle b\colon {\begin{cases}(1n)(2,n-1)\cdots (n/2,n/2+1)&2\mid n\\(1n)(2,n-1)\cdots ((n+1)/2)&2\nmid n\end{cases}}}
정이면체군 {\displaystyle \operatorname {Dih} (n)}의 순환 지표는 다음과 같다.
{\displaystyle Z_{\operatorname {Dih} (n)}(t_{1},\dots ,t_{n})={\frac {1}{2}}Z_{\operatorname {Cyc} (n)}(t_{1},\dots ,t_{n})+{\begin{cases}{\frac {1}{4}}(t_{2}^{n/2}+t_{1}^{2}t_{2}^{n/2-1})&2\mid n\\{\frac {1}{2}}t_{1}t_{2}^{(n-1)/2}&2\nmid n\end{cases}}}

### 대칭군과 교대군
크기 {\displaystyle n!}의 대칭군 {\displaystyle \operatorname {Sym} (n)}은 크기 {\displaystyle n}의 집합 위에 자연스럽게 작용한다. 이 경우 순환 지표는 다음과 같다.
{\displaystyle Z_{\operatorname {Sym} (n)}(t_{1},t_{2},\dots ,t_{n})=\sum _{j_{1}+2j_{2}+3j_{3}+\cdots +nj_{n}=n}{\frac {1}{\prod _{k=1}^{n}k^{j_{k}}j_{k}!}}\prod _{k=1}^{n}t_{k}^{j_{k}}}
이 합에서 {\displaystyle (j_{1},j_{2},\dots ,j_{n})}의 항은 크기 {\displaystyle i}의 순환이 {\displaystyle j_{i}}개 있는 순열에 대응한다.
크기 {\displaystyle n!/2}의 교대군 {\displaystyle \operatorname {Alt} (n)\leq \operatorname {Sym} (n)} 역시 크기 {\displaystyle n}의 집합 위에 자연스럽게 작용한다. 이 경우 순환 지표는 다음과 같다.
{\displaystyle Z_{\operatorname {Alt} (n)}(t_{1},t_{2},\dots ,t_{n})=\sum _{j_{1}+2j_{2}+3j_{3}+\cdots +nj_{n}=n}{\frac {1+(-1)^{j_{2}+j_{4}+\cdots }}{\prod _{k=1}^{n}k^{j_{k}}j_{k}!}}\prod _{k=1}^{n}t_{k}^{j_{k}}}
이 합에서 {\displaystyle 1+(-1)^{j_{2}+j_{4}+\cdots }}은 짝순열의 경우 2이며 홀순열의 경우 0이다.

### 정육면체
정육면체 및 정팔면체의 방향 보존 대칭군 {\displaystyle O\leq \operatorname {SO} (3)}은 {\displaystyle \operatorname {Sym} (4)}와 동형인, 크기가 24인 유한군이다. 이는 정육면체의 6개의 면 (또는 정팔면체의 6개의 꼭짓점)에 충실하게 작용한다.
이 경우, 순환 지표는 다음과 같다.
{\displaystyle Z_{O}(t_{1},t_{2},\dots ,t_{6})={\frac {1}{24}}\left(t_{1}^{6}+6t_{1}^{2}t_{4}+3t_{1}^{2}t_{2}^{2}+8t_{3}^{2}+6t_{2}^{3}\right)}
여기서 각 항은 다음과 같은 켤레류에 대응한다.
- {\displaystyle t_{1}^{6}}: 항등원
- {\displaystyle t_{1}^{2}t_{4}}: 정육면체 면에 수직인 축으로 90도 회전
- {\displaystyle t_{1}^{2}t_{2}^{2}}: 정육면체 면에 수직인 축으로 180도 회전
- {\displaystyle t_{3}^{2}}: 정팔면체 면에 수직인 축으로 120도 회전
- {\displaystyle t_{2}^{3}}: (정육면체 또는 정팔면체) 변에 수직인 축으로 180도 회전

{\displaystyle O}는 또한 정육면체의 8개의 꼭짓점(또는 정팔면체의 8개의 면)에 충실하게 작용한다.
이 경우, 순환 지표는 다음과 같다.
{\displaystyle Z_{O}(t_{1},t_{2},\dots ,t_{6})={\frac {1}{24}}\left(t_{1}^{8}+6t_{4}^{2}+9t_{2}^{4}+8t_{1}^{3}t_{3}^{2}\right)}
여기서 각 항은 다음과 같은 켤레류에 대응한다.
- {\displaystyle t_{1}^{8}}: 항등원
- {\displaystyle t_{4}^{2}}: 정육면체 면에 수직인 축으로 90도 회전
- {\displaystyle t_{2}^{4}}: 정육면체 면에 수직인 축으로 180도 회전
- {\displaystyle t_{1}^{3}t_{3}^{2}}: 정팔면체 면에 수직인 축으로 120도 회전
- {\displaystyle t_{2}^{4}}: (정육면체 또는 정팔면체) 변에 수직인 축으로 180도 회전

### 정사면체
정사면체의 대칭군 {\displaystyle T\leq \operatorname {SO} (3)}은 교대군 {\displaystyle \operatorname {Alt} (4)}와 동형인, 크기 12의 유한군이다. 이는 정사면체의 4개의 면 (또는 4개의 꼭짓점)에 충실하게 작용한다.
이 경우, 순환 지표는 다음과 같다.
{\displaystyle Z_{T}(t_{1},t_{2},t_{3},t_{4})={\frac {1}{12}}\left(t_{1}^{4}+8t_{1}t_{3}+t_{2}^{2}\right)}
여기서 각 항은 다음과 같은 켤레류에 대응한다.
- {\displaystyle t_{1}^{4}}: 항등원
- {\displaystyle t_{1}t_{3}}: 120도 (시계 방향 또는 시계 반대 방향) 회전
- {\displaystyle t_{2}^{2}}: 180도 회전

## 역사
헝가리의 수학자 포여 죄르지가 1937년에 포여 열거 정리에 사용하기 위하여 도입하였다.